# Stylogyne mathewsii
Stylogyne mathewsii är en viveväxtart som beskrevs av Carl Christian Mez. Stylogyne mathewsii ingår i släktet Stylogyne och familjen viveväxter. Inga underarter finns listade i Catalogue of Life.